# Piret Bristol

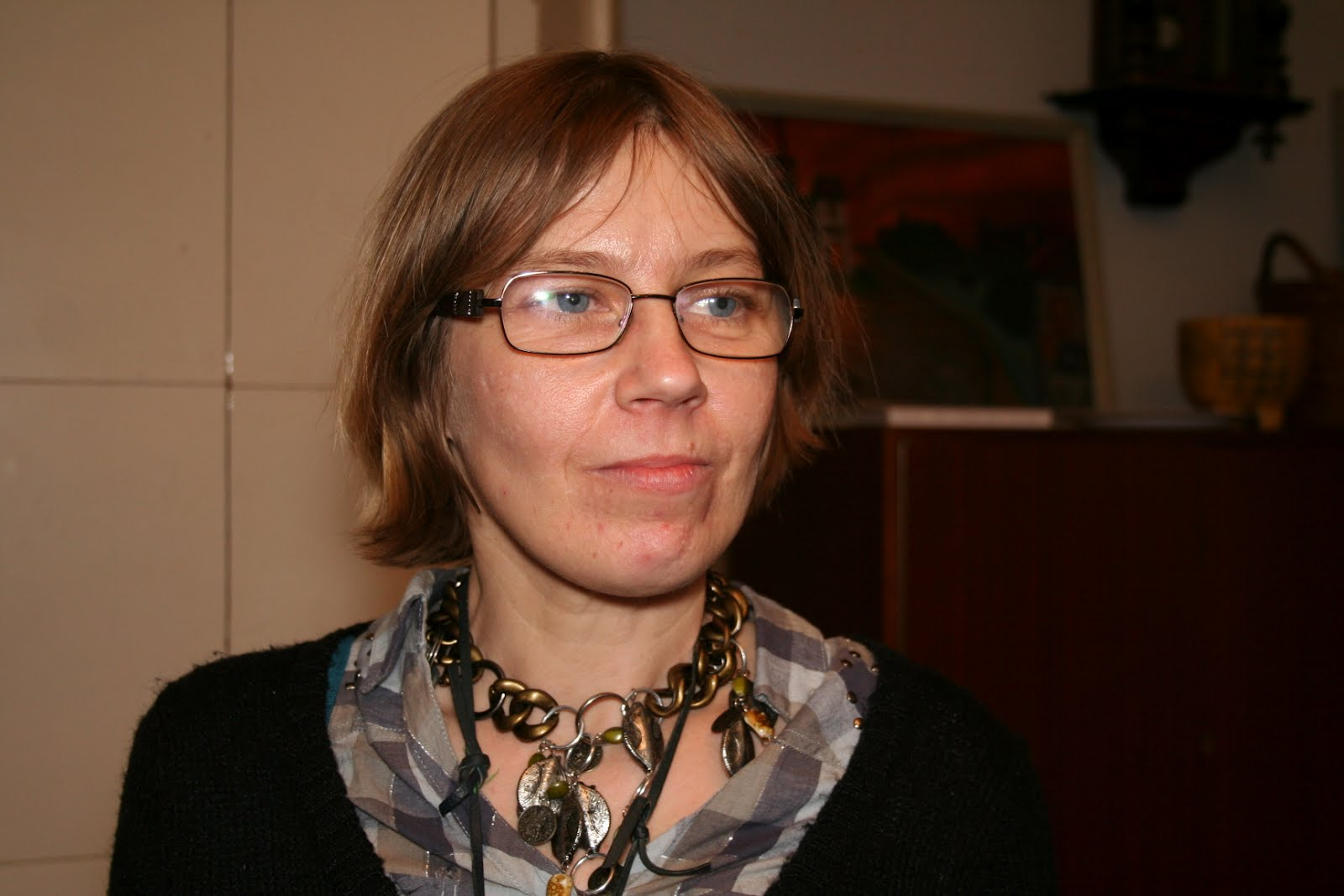
Piret Bristol (2012)

Piret Bristol (nascida em 18 de abril de 1968) é um poetisa, prosaista e romancista estoniana.
De 1986 a 2001 ela estudou literatura estoniana na Universidade de Tartu.
De 1996 a 2007 foi escritora freelancer, A partir de então e até 2011 foi editora do jornal Postimees. Depois, 2011 a 2014, foi chefe da filial de Tartu do Sindicato dos Escritores da Estónia.

## Trabalhos selecionados
- Conto "Turvamehed" ('Guardas de Segurança') de 1996
- Coleção de prosa "Paralleelmeri" ('Mar Paralelo') de 2007
- Série de romance em três partes "Maailm, mis on hea" ('Um Mundo que é Bom') de 2011-2013